# Коноплянська сільська рада
Конопля́нська сільська́ ра́да — орган місцевого самоврядування Коноплянської сільської громади в Березівському районі Одеської області. Утворена в 1936 році; до створення громади (18 серпня 2016 року) існувала як адміністративно-територіальна одиниця Іванівського району із центром в селі Конопляне.

## Адміністративно-територіальна одиниця(до 2016 року)
- Територія ради: 142,762 км²
- Населення ради: 3 066 осіб (станом на 2001 рік)
- Водойми: річка Великий Куяльник

Сільській раді були підпорядковані населені пункти:
- с. Конопляне
- с. Богунове
- с. Люботаївка
- с. Силівка
- с. Тарасівка
- с. Шерове

Згідно з переписом 1989 року населення сільської ради становило 2744 особи, з яких 1274 чоловіки та 1470 жінок.
За переписом населення 2001 року в сільській раді мешкали 3032 особи.
Розподіл населення за рідною мовою за даними перепису 2001 року:
| Мова       | Відсоток |
| ---------- | -------- |
| українська | 92,04 %  |
| російська  | 4,96 %   |
| молдовська | 0,98 %   |
| гагаузька  | 0,82 %   |
| болгарська | 0,52 %   |
| вірменська | 0,49 %   |
| білоруська | 0,13 %   |

## Склад ради попередніх скликань
Рада складається з 22 депутатів та голови.
- Голова ради: Волошин Олександр Антонович

### Керівний склад попередніх скликань
| Прізвище, ім'я, по батькові | Основні відомості                                                               | Дата обрання                                | Дата звільнення                                 |
| --------------------------- | ------------------------------------------------------------------------------- | ------------------------------------------- | ----------------------------------------------- |
| Волошин Олександр Антонович | Сільський голова, 1973 року народження, освіта вища, член Блоку Петра Порошенка | 26.03.2006                                  | 31.10.2010                                      |
| Волошин Олександр Антонович | Сільський голова, 1973 року народження, освіта вища, безпартійний.              | 31.10.2010 25.10.2015 18.12.2016 25.10.2020 | 25.10.2015 18.12.2016 25.10.2020 Нині на посаді |

Примітка: таблиця складена за даними сайту Верховної Ради України

### Депутати
За результатами місцевих виборів 2010 року депутатами ради стали:

#### За суб'єктами висування
| Суб'єкт висування             | Кількість обраних депутатів | %  |
| ----------------------------- | --------------------------- | -- |
| Партія регіонів               | 9                           | 45 |
| Самовисування                 | 7                           | 35 |
| Соціалістична партія України  | 3                           | 15 |
| Політична партія «Фронт Змін» | 1                           | 5  |

#### За округами
| № округу                      | Прізвище, ім'я, по батькові       | Дата визнання обраним | Освіта             | Партійна приналежність              | Відомості про обраного депутата                                   |
| ----------------------------- | --------------------------------- | --------------------- | ------------------ | ----------------------------------- | ----------------------------------------------------------------- |
| Партія регіонів               |                                   |                       |                    |                                     |                                                                   |
| 2                             | Пащенко Ганна Іванівна            | 01.11.2010            | середня спеціальна | член Партії регіонів                | пенсіонер                                                         |
| 3                             | Бурлакова Євгенія Геннадіївна     | 01.11.2010            | вища               | член Партії регіонів                | Коноплянська сільська рада, головний бухгалтер                    |
| 4                             | Боровець Ольга Степанівна         | 01.11.2010            | незакінчена вища   | член Партії регіонів                | Коноплянська сільська рада, діловод                               |
| 5                             | Суворова Світлана Володимирівна   | 01.11.2010            | вища               | член Партії регіонів                | Коноплянська сільська рада, бухгалтер                             |
| 8                             | Яремчук Андрій Петрович           | 14.11.2010            | вища               | член Партії регіонів                | газово-розподільча станція, старший оператор                      |
| 16                            | Жукова Марія Федорівна            | 01.11.2010            | середня спеціальна | член Партії регіонів                | Коноплянська сільська рада, рахівник касир                        |
| 18                            | Шевчук Любов Михайлівна           | 01.11.2010            | середня спеціальна | член Партії регіонів                | ПП «Дружба», голова профкому                                      |
| 19                            | Яснюк Людмила Володимирівна       | 01.11.2010            | вища               | член Партії регіонів                | Коноплянська сільська рада, секретар                              |
| 20                            | Волошина Діана Олександрівна      | 01.11.2010            | середня            | член Партії регіонів                | Коноплянський навчальний дитячий заклад, завідувачка господарства |
| Політична партія «Фронт Змін» |                                   |                       |                    |                                     |                                                                   |
| 7                             | Ковальчук Володимир Володимирович | 01.11.2010            | вища               | член Політичної партії «Фронт Змін» | приватний підприємець «Ковальчук»                                 |
| Соціалістична партія України  |                                   |                       |                    |                                     |                                                                   |
| 11                            | Гриценко Алла Яківна              | 01.11.2010            | вища               | член Соціалістичної партії України  | пенсіонер                                                         |
| 13                            | Сліпченко Надія Миколаївна        | 01.11.2010            | вища               | позапартійна                        | ТОВ «Стефан», бухгалтер                                           |
| 17                            | Шрамчук Галина Григорівна         | 01.11.2010            | середня            | позапартійна                        | тимчасово не працює                                               |
| Самовисування                 |                                   |                       |                    |                                     |                                                                   |
| 1                             | Самсонюк Григорій Аркадійович     | 01.11.2010            | середня спеціальна | позапартійний                       | ДДГ «Богунівська єліта», бригадир тракторної бригади              |
| 6                             | Станков Володимир Ілліч           | 01.11.2010            | середня спеціальна | позапартійна                        | Іванівський районний спорт клуб оборони України, директор         |
| 9                             | Перевертайло Ірина Миколаївна     | 01.11.2010            | середня спеціальна | позапартійна                        | Іванівська центральна бібліотека, бібліотекарь                    |
| 10                            | Бондар Наталія Миколаївна         | 01.11.2010            | середня спеціальна | позапартійна                        | Богунівський фельдшерсько-акушерський пункт, завідувачка          |
| 12                            | Швецов Олександр Іванович         | 01.11.2010            | середня            | позапартійний                       | ТОВ «Стефан», комірник                                            |
| 14                            | Волков Микола Миколайович         | 01.11.2010            | середня            | позапартійний                       | ТОВ «Стефан», директор                                            |
| 15                            | Присяжнюк Микола Іванович         | 01.11.2010            | вища               | позапартійний                       | пенсіонер                                                         |